# Туяхланья
Туяхланья (устаревшее название — Туяхлань-Я) — река в Берёзовском районе Ханты-Мансийского автономного округа, левая составляющая реки Ятрии. Длина реки — 45 км.

## Притоки
Основные притоки:
- В 26 км от устья, по правому берегу реки впадает река Понтсайтъя.
- В 37 км от устья, по левому берегу реки впадает река Малая Туяхланья.

## Данные водного реестра
По данным государственного водного реестра России относится к Нижнеобскому бассейновому округу, водохозяйственный участок реки — Северная Сосьва, речной подбассейн реки — Северная Сосьва. Речной бассейн реки — (Нижняя) Обь от впадения Иртыша.
По данным геоинформационной системы водохозяйственного районирования территории РФ, подготовленной Федеральным агентством водных ресурсов.